# T-ara N4
T-ara N4 (hangul: 티아라 엔포; também conhecido como T-ara Brand New 4) foi uma subunidade do grupo feminino sul-coreano T-ara, formada pela Core Contents Media em 2013. A unidade inicialmente consistia em quatro integrantes, sendo elas; Eunjung, Hyomin, Jiyeon e Areum. A integrante Areum anunciou sua saída do grupo em agosto de 2013, e logo depois foi substituída por Dani, que também deixou a unidade em meados de 2014.

## História
No final de março de 2013, a agência do T-ara, Core Contents Media, estava formando uma nova unidade do grupo com as integrantes Eunjung, Areum, Jiyeon e Hyomin.
O nome da unidade, T-ara N4 (que significa "T-ara Brand New 4") foi revelado em 12 de abril de 2013. T-ara já havia tentado subunidades com as promoções de seu sexto single japonês "Bunny Style!", em que os B-sides foram cantados por unidades de dois e três integrantes; entretanto, esta é a sua primeira vez fazendo atividades da unidade formais. O single de estreia do T-ara N4, "Jeonwon Diary" (전원일기 Jeon-won Ilgi), foi inspirado no drama sul-coreano de mesmo nome da década de 1980. Produzida por Duble Sidekick, a canção é descrita como um dance music "badalado e intenso" combinado com elementos de hip-hop, com o motivo principal do "Jeonwon Diary" de romper com a mesma rotina diária. Outra versão da canção, com harmonias e instrumentos tradicionais, será arranjada por Hwang Ho-jun.

### Avanço para os EUA
Em 20 de Maio, T-ara N4 anunciou através de sua conferência de imprensa que as novas versões americanas de "Jeonwon Diary" serão lançadas no mês seguinte. As cinco versões contarão com artistas norte-americanos que farão o rapping em Inglês, sendo eles: Ray J, Chris Brown, T-Pain, Snoop Dogg e Wiz Khalifa. O single está previsto para ser lançado em junho pela Empire Records.

### Mudanças na formação
Em 10 de Julho de 2013, Areum deixou o grupo para seguir carreira solo. Dani, que até então vinha treinando para estrear no T-ara, assumiu seu lugar para as promoções do sub-grupo nos EUA.
Em novembro de 2014, Dani deixou o grupo para continuar treinamento e debutar em outro grupo, em 2015.

## Integrantes
- Eunjung (hangul: 은정), nascida Hahm Eun-jung (hangul: 함은정) em 12 de dezembro de 1988 (36 anos) em Seul, Coreia do Sul.
- Hyomin (hangul: 효민), nascida Park Sun-young (hangul: 박선영) em 30 de maio de 1989 (35 anos) em Busan, Coreia do Sul.
- Jiyeon (hangul: 지연), nascida Park Jiyeon (hangul: 박지연) em 7 de junho de 1993 (31 anos) em Seul, Coreia do Sul.

### Ex-integrantes
- Areum (hangul: 아름), nascida Lee Ah-reum (hangul: 이아름) em 19 de abril de 1994 (30 anos) em Seul, Coreia do Sul.
- Dani (hangul: 다니), nascida Kim Daniela (hangul: 김다니) em 23 de dezembro de 1999 (25 anos) em Seul, Coreia do Sul.

## Discografia
Extended plays
- Countryside Life

Álbuns
- Miss Understood